# Contea di Fountain
La contea di Fountain (in inglese Fountain County) è una contea dello Stato dell'Indiana, negli Stati Uniti. La popolazione al censimento del 2000 era di 17 954 abitanti. Il capoluogo di contea è Covington.